# سن تشاو
سن تشاو (بالصينية: 孙超) هو منافس ألعاب قوى صيني، ولد في 8 يناير 1987.

## وصلات خارجية
- سن تشاو على موقع الاتحاد الدولي لألعاب القوى (الإنجليزية)
- سن تشاو على موقع اللجنة الأولمبية الصينية (الإنجليزية)